# Jaime Ojeda
Jaime Ojeda, född 3 augusti 1963, är en friidrottare från Chile. Han deltog vid olympiska sommarspelen 1992.